# Pac-Mania
Pac-Mania (パックマニア) es un videojuego arcade producido por Namco, lanzado originalmente en Europa, y posteriormente relanzado en Norteamérica. Es el último título de la saga en ser lanzado para arcade. El juego es una adaptación tridimensional del videojuego Pac-Man.

## Jugabilidad
El juego es muy parecido al original. De hecho, el objetivo es el mismo: consumir la mayor cantidad de píldoras posible sin ser atrapado.
No obstante, el juego posee algunas características nuevas, como que el escenario ya no está en 2D, sino en 3D. Además, Pac-Man, aparte de estar en 3D, posee la capacidad de saltar, facilitándole la huida.

### Fantasmas
En cuanto a los fantasmas, todavía podemos encontrar a los conocidos: Blinky, Pinky, Inky y Clyde, y a estos se integran nuevos fantasmas. 

#### Sue
Sue es un fantasma púrpura que persigue sin cesar a Pac-Man, pero no importa dónde esté. Su aparición se dio antes en la serie de televisión de 1982, Pac-Man.

#### Funky
Funky es un fantasma verde que generalmente acompaña a Sue. Salta más bajo que Pac-Man, por lo que en la mayoría de los casos se le pasará sano y salvo (solo lo hace a partir de Sandbox Land). A partir del mundo 2 (Pac-Man's Park, donde hace su aparición), se podrán ver 2 Funkys en las últimas rondas de los mundos que quedan por pasar. Casi siempre se los puede encontrar uno cerca de otro, acompañándose.

#### Spunky
Spunky es un fantasma gris, y el más peligroso de todos, pues saltará a la altura de Pac-Man de modo que no lo pase y choque con él. Solo aparece en el último nivel de cada mundo a partir de Sandbox Land y Jungly Steps. Suele encontrarse en la esquina superior derecha de cada escenario o en sus cercanías. En los niveles más avanzados se observan 2 Spunkys, de la misma manera que Funky.
| Color del fantasma | Personaje | Tipo         | Aparición                                   |
| Color del fantasma | Nombre    | Color        |                                             |
| ------------------ | --------- | ------------ | ------------------------------------------- |
| Rojo               | Blinky    | Tipo rojo    | Block Town                                  |
| Rosa               | Pinky     | Tipo rosa    | Block Town                                  |
| Cyan               | Inky      | Tipo azul    | Block Town                                  |
| Naranja            | Clyde     | Tipo naranja | Block Town                                  |
| Púrpura            | Sue       | Tipo púrpura | Block Town                                  |
| Verde              | Funky     | Tipo verde   | Pac-Man's Park                              |
| Gris               | Spunky    | Tipo gris    | Sandbox Land (en la versión norteamericana) |

## Niveles
Pac-Mania posee cuatro mundos. El primero tiene solo una ronda; los niveles 2 al 4 son de 2 rondas, y del 5 en adelante son de tres rondas. Todos los datos proporcionados son de la versión norteamericana de dicho videojuego.

### Mundo 1 (Block Town)
El mundo/nivel 1 es el más sencillo porque sus muros están hechos de bloques de LEGO. Aquí hay pocos fantasmas. El bonus es la cereza. En la versión de Master System es posible acceder en el nivel a un laberinto secreto llamado «Coin World» si se consumen todas las píldoras y posteriormente un objeto especial que aparece en el centro del laberinto.

### Mundo 2 (Pac-Man's Park)

#### Ronda 1
Este es un mundo hecho de barras azules delimitando el laberinto (parecido al juego original). El bonus es la fresa. Aparece Funky.

#### Ronda 2
Parecido a la primera ronda, pero ahora las barras son anaranjadas. El bonus es la naranja. Aparecen 2 Funkys.

### Mundo 3 (Sandbox Land)

#### Ronda 1
Este mundo es uno de los más difíciles del juego. Está hecho de pequeñas pirámides azules. También, afuera del laberinto, hay agua, por lo que parece ser una isla. Aparece la naranja como bonus del nivel. Ahora sube la dificultad y Funky comienza a saltar.

#### Ronda 2
Similar a la primera ronda, pero las pirámides son anaranjadas (el mismo caso de los niveles 2 y 3). El bonus es la manzana. Aquí aparece el último fantasma: Spunky.

### Mundo 4 (Jungly Steps)

#### Ronda 1
Es sin duda el mundo más difícil del juego y a su vez el más divertido de todos. El laberinto es un conjunto de escalones azules. El bonus es la manzana. Aquí se eleva la dificultad.

#### Ronda 2
Aquí los escalones son, curiosamente verdes (no como en los mundos anteriores que son anaranjados). El bonus es el plátano. El que logre pasar este nivel, es considerado un Superior Pacmaniac (Pacmaniaco Superior).
| Mundos    | Block Town      | Pac-Man's Park  | Sandbox Land    | Jungly Steps    |
| --------- | --------------- | --------------- | --------------- | --------------- |
| Bonus     | Cereza          | Fresa Naranja   | Naranja Manzana | Manzana Plátano |
| Laberinto | Bloques de Lego | Barras de acero | Pirámides       | Escalones       |

### Final
Aun así, al terminar, al jugador se le anuncia que «es solo el principio, el show debe continuar», es decir, que el juego continúa. Pero el juego tiene un número limitado de niveles. La versión japonesa tiene 23 niveles, mientras que la norteamericana solo 19.
Quien logre pasar el último nivel será el ganador, y después aparecen los créditos (figuras en la versión japonesa). Después de la finalización del juego, el jugador tendrá que registrar su puntaje.